# فرودگاه تک‌بانده انگاور
فرودگاه تک‌بانده انگاور (به انگلیسی: Angaur Airstrip) یک فرودگاه همگانی است که یک باند فرود شن دارد و طول باند آن ۲۱۳۳ متر است. این فرودگاه در کشور پالائو قرار دارد و در ارتفاع ۶ متری از سطح دریا واقع شده است.

## شرکت‌های هواپیمایی و مقصدهای پروازی
| شرکت‌های هواپیمایی        | مقصدهای پروازی            |
| ------------------------ | ------------------------- |
| Belau Air                | رومن ت‌متچول، صحرایی پللیو |
| Pacific Mission Aviation | رومن ت‌متچول               |